# Mosonszolnok vasútállomás
Mosonszolnok vasútállomás egy Győr-Moson-Sopron vármegyei vasútállomás, melyet a GYSEV üzemeltet, Mosonszolnok településen. A község nyugati szélén helyezkedik el, közúti elérését a 8505-ös útból kiágazó 85 307-es számú mellékút biztosítja

## Vasútvonalak
Az állomást az alábbi vasútvonalak érintik:
- Hegyeshalom–Porpác-vasútvonal

## Kapcsolódó állomások
A vasútállomáshoz az alábbi állomások vannak a legközelebb:
- Jánossomorja vasútállomás (Hegyeshalom–Porpác-vasútvonal)
- Hegyeshalom vasútállomás (Hegyeshalom–Porpác-vasútvonal)

## Forgalom
| Járat        | Útvonal | Gyakoriság                                       |
| ------------ | --- | ------------------------------------------------ |
| személyvonat | Szombathely – Vép – Porpác – Ölbő-Alsószeleste – Pósfa – Hegyfalu – Vasegerszeg – Vámoscsalád – Répcelak – Csánig (← Dénesfa) – Beled – Vica (← Páli-Vadosfa) – Magyarkeresztúr-Zsebeháza – Szil-Sopronnémeti – Csorna – Bősárkány – Hanságliget – Jánossomorja – Mosonszolnok – Hegyeshalom | Napi 1 Hegyeshalom felé, napi 4 Szombathely felé |
| személyvonat | Csorna – Bősárkány – Hanságliget – Jánossomorja – Mosonszolnok – Hegyeshalom | Napi 5 Hegyeshalom felé, napi 2 Csorna felé      |
| személyvonat | Csorna – Bősárkány – Hanságliget – Jánossomorja – Mosonszolnok – Hegyeshalom – Bezenye – Rajka | Napi 2 pár                                       |